# چرخ‌ریسک‌نمای گرمسیری
چرخ‌ریسک‌نمایان گرمسیری (نام علمی: Parula pitiayumi) نام یک گونه از خانواده چرخ‌ریسک‌نمایان است.